# Расовая наука немецкого народа
«Расовая наука немецкого народа» (нем. Rassenkunde des deutschen Volkes) — книга немецкого расового теоретика Ханса Гюнтера, опубликованная в 1922 году. Книга оказала большое влияние на расовую политику нацистской партии Германии. Адольф Гитлер был впечатлён этой работой и сделал её основой своей евгенической политики. К 1926 году книга была выпущена в шести изданиях, а к 1945 году в Германии было продано более полумиллиона экземпляров.

## Содержание
По мнению Гюнтера, немцы состоят из пяти расовых подтипов: нордический, средиземноморский, альпийский, восточно-балтийский и динарский, рассматривая нордическую расу как находящуюся на вершине расовой иерархии. Он определяет каждый расовый подтип в соответствии с общим внешним видом и психологическими качествами, включая их «расовую душу», опираясь на эмоциональные черты и религиозные убеждения, и подробно рассматривает о цвет волос, глаз и кожи и строение лица. Гюнтер использовал фотографии немцев, идентифицированных им как представители «нордической расы», из таких мест, как Баден, Штутгарт, Зальцбург и Швабен, а также фотографии немцев, которые, по его мнению, принадлежат к альпийскому и средиземноморскому типам, особенно из Форарльберге, Баварии и региона Шварцвальд в Бадене.

## Критика
Немецкие учёные называли Гюнтера «фанатичным невеждой». По мнению Петера Вирека (1965), «научный расизм» Гюнтера в действительности являлся религией. Советский этнограф и антрополог Н. Н. Чебоксаров (1975) относил Гюнтера к числу «немецких лжеучёных, откровенно поддержавших нацизм». Советский этнограф и историк С. А. Токарев (1978) писал о сочинениях Гюнтера: «Несмотря на наукообразную видимость, книги эти представляют собой самую дикую расистскую фантазию».